# Süreyya Ayhan
Süreyya Ayhan (* 6. září 1978) je bývalá turecká atletka, běžkyně na středních tratích.

## Sportovní kariéra
Největších úspěchů dosáhla na trati 1500 metrů. V roce 2001 zvítězila na univerziádě, o rok později se stala v této disciplíně mistryní Evropy. Na světovém šampionátu v roce 2003 skončila ve finále běhu na 1500 metrů druhá. Její kariéru ukončila dopingová aféra – v srpnu 2004 byla diskvalifikována pro porušení antidopingových zásad. Při tréninku v roce 2007 byla podrobena testům, které u ní zjistily opakované použití nedovolených prostředků a sportovní kariéru musela ukončit.

## Osobní rekordy
- 800 metrů - 2:00,64 (2000)
- 1500 metrů - 3:55,33 (2003)